# Estació de Barceloneta
Barceloneta és una estació de la L4 del Metro de Barcelona situada sota la Plaça de Pau Vila prop del barri de la Barceloneta al districte de Ciutat Vella de Barcelona i es va inaugurar el 1976.
L'estació està situada a uns 500 metres de l'estació de França sent-hi l'estació de metro més propera, per això a Barceloneta hi ha transbord entre Renfe i Metro, però no hi cap passadís subterrani que les comuniqui.
| Metro de Barcelona     |         |       |                             |                        |
| Procedència/Destinació | <       | Línia | >                           | Procedència/Destinació |
| Trinitat Nova          | Jaume I |       | Ciutadella \| Vila Olímpica | La Pau                 |

## Accessos
- Plaça de Pau Vila